# فاسيل تسوشكو
فاسيل بتروفيتش تسوشكو (بالأوكرانية: Василь Петрович Цушко ) مواليد 1 فبراير 1963 ولد في أوديسا أوبلاست وهو سياسي أوكراني سابق في وزارة الشؤون الداخلية لأوكرانيا، ووزير الداخلية السابق لأوكرانيا والرئيس السابق للجنة مكافحة الاحتكار أوكرانيا 2010 - 2014.

## السيرة الشخصية
ولِد فاسيل بتروفيتش في قرية نادريشن في أوديسا أوبلاست في جمهورية أوكرانيا الاشتراكية السوفياتية (أوكرانيا حاليًا)؛ هو من أصول أوكرانية مولدوفية مختلطة ويتحدث اللغة الرومانية بطلاقة. في عام 1982، أنهى فاسيل بتروفيتش بناء مدرسة إسماعيل المهنية لميكانيك وإلكترونيات الزراعة. من 1983 إلى 1985، خدم فاسيل بتروفيتش في الجيش السوفيتي. بعد إتمامه للدورة العسكرية لمدة عامين، ذهب للدراسة في كلية الاقتصاد في معهد أوديسا للزراعة، وتخرج منها عام 1988.
من العام 1986 إلى 1998، كان فاسيل بتروفيتش رئيسًا المزارعين، من 1994 إلى 2002 شغل فاسيل بتروفيتش منصب نائب وطني للمرحلة الثانية والثالثة والرابعة ( للبرلمان الأوكراني ). في عام 2005 تخرج من الجامعة الوطنية التابعة لوزارة الداخلية بتأهيل محامٍ . منذ مايو 1997 ، كان عضوًا في الحزب الاشتراكي الأوكراني والنائب الأول لرئيس لجنة البنوك في أوكرانيا. تم اختياره رئيسًا لإدارة حكومة أوديسا أوبلاست في 3 فبراير 2005.
أختير فاسيل بتروفيتش وزيرا للشؤون الداخلية في ديسمبر 2006 بعد أن أقال البرلمان سلفه يوري لوتسينكو. في 26 مايو 2007، عانى فاسيل بتروفيتش من نوبة قلبية وتم نقله لاحقًا إلى المستشفى في حالة حرجة. وفقًا للنتائج الطبية، فقد عانى من جرعة زائدة من ميثيل زانتين. بعد تدهور حالته الصحية، تم نقله في وقت لاحق إلى مستشفى في ألمانيا. صرح المدافع الأوكراني تيتيانا مونتيان أن نوبته القلبية كانت نتيجة التسمم. انترفاكس ذكرت وكالة الأنباء أن حالة فاسيل تسوشكو تدهورت أثناء وجوده في العيادة الطبية في ألمانيا. في 30 سبتمبر 2007، أعلن تسوشكو أنه سيستقيل من منصب وزير الشؤون الداخلية لأوكرانيا، بسبب الحاجة إلى إعادة تأهيله الصحي.
خاض فاسيل بتروفيتش كمرشح رئاسي في الانتخابات الرئاسية الأوكرانية 2014. حصل في الانتخابات على 10434 صوتاً (0.06٪ من مجموع الأصوات). مما جعله ثاني أكثر المرشحين فاشلاً في الانتخابات.